# Exosphaeroma kraussi
Exosphaeroma kraussi är en kräftdjursart som beskrevs av Tattersall 1913. Exosphaeroma kraussi ingår i släktet Exosphaeroma och familjen klotkräftor. Inga underarter finns listade i Catalogue of Life.